# 종군작가
종군작가(從軍作家)는 전쟁에 참전하거나 전쟁에서 목격한 전황을 작품의 주제로 문학의 창작을 하는 작가이다.
헤밍웨이가 대표적이다.
주로 전쟁에서의 경험으로 전쟁소설을 집필한다.

## 같이 보기
- 종군 기자